# Туринськ
Тури́нськ (рос. Туринск) — місто, центр Туринського міського округу Свердловської області.

## Географія
Місто розташоване на правому березі річки Тура (басейн Обі), на залізничній магістралі Єкатеринбург-Устя Аха (станція Туринськ-Уральський) за 252 км від Єкатеринбургу.

## Історія
Засноване 1600 року як острог на місці зруйнованого Єрмаком стародавнього поселення Єпанчин (Єпанчин-юрт). Заснування пов'язане з відкриттям нового більш короткого шляху від Солікамська до верхів'я Тури і острог між Верхотур'єм і Тюменню був необхідний для охорони водного шляху в Сибір.
Завдяки ріллі, розташованій поруч з містом, в 1640-ві роки Туринськ став великим сибірським центром хлібної торгівлі. З XVIII століття Туринськ стає місцем заслання державних злочинців, в місті зводять будівлю сибірської пересильної в'язниці.

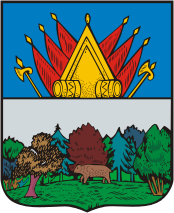
Герб (1785)

1708 року місто був приписане до Сибірської губернії, а 1719 року увійшло до складу Тобольської провінції. З другої половини XVIII століття втратило своє торгове і оборонне значення з причини прокладки Сибірського тракту через Тюмень і Єкатеринбург. 1750 року туринська фортеця згоріла і більше не відновлювалася.
З 1782 року Туринськ став повітовим містом Тобольської області Тобольського намісництва (пізніше — Тобольської губернії). У XVII — початку XX століть Туринськ був великим сибірським ремісничим центром: різьба і позолота по дереву, виготовлення золотошвейних виробів, іконопис, шевське і ковальське ремесло. З Туринська на Ірбітський ярмарок привозилася пушнина.

## Населення
Населення — 17925 осіб (2010, 19313 у 2002).

## Персоналії
- Терехова Маргарита Борисівна (*1942) — радянська, російська актриса і режисер театру та кіно.